# 詹姆斯 (加利福尼亞州)
詹姆斯（英語：James）是位於美國加利福尼亞州比尤特縣的一個非建制地區。該地的面積和人口皆未知。

## 地理
詹姆斯的座標為39°39′12″N 121°32′59″W / 39.65333°N 121.54972°W，而該地的平均海拔高度為273米（即876英尺）。